# اورتایازی (سولواووا)
اورتایازی (به ترکی استانبولی: Ortayazı) یک منطقهٔ مسکونی در ترکیه است که در سولواووا واقع شده‌است.